# Black City
Black City var et dansk rockband dannet i 2009. Bandet bestod af Bjørn Poulsen (vokal og guitar), Kristian Klærke (guitar og kor), Anders Borre Mathiesen (bas og kor) og Jakob Hanson (trommer og kor). Deres debutalbum Black City udkom i 2010, og den anden og sidste udgivelse, Fire, udkom i februar 2013. Bandet gik i opløsning i oktober 2014.

## Historie
Bandet blev etableret i slutningen af 2000'erne i Aarhus, under navnet "Raised By Pirates". Dengang bestod det af de fire musikere Bjørn Poulsen (vokal og guitar), Kristian Klærke (guitar og kor), Jakob Bjørn Hansen (trommer og kor) samt Torleik Mortensen på bas. Efter at pladeselskaber begyndte at vise interesse for de fire, valgte de at skifte navn til Black City, da det første navn var for svært at udtale og stave for flere. Navnet var guitarist Kristian Klærkes idé, og kom fra det svenske band Mustaschs sang af samme navn.
I efteråret 2009 skrev Bjørn Poulsen singlen "Summertime", som fik stor interesse i musikbranchen. Nummeret var en indirekte årsag til at Black City i december 2009 var med Magtens Korridorer på Danmarks-turné, og det blev også i den måned at bandet for første gang fik en kontrakt med et pladeselskab. Det amerikansk-ejede selskab Universal Music valgte at satse på det århusianske band, og samtidig flyttede alle bandmedlemmerne til København.

### DebutalbummetBlack City(2009-2012)
Den 3. maj 2010 udkom Black Citys debutalbum med navnet Black City, som blev godt modtaget af de danske musikanmeldere. Steffen Jungersen fra BT gav det fire ud af seks stjerner under overskriften "Fest med fanden i førersædet". Gaffas Michael Jose Gonzalez skrev blandt andet: "...deres selvbetitlede debut leverer de gedigen rock og rul af allerbedste møgbeskidte skuffe", og kvitterede med at give fem ud seks stjerner. MetroXpress kaldte det: "”Tight, velspillet og energisk”, mens Soundvenues Kristian Schou gav fire stjerner og nævnte: "det er lang tid siden, at jeg har hørt et dansk band, der har så godt styr på de helt fundamentale rock-dyder som Black City."
Første og anden single for albummet, "Summertime" og "Every Night" røg i A-rotation på radiostationen DR P3, og blev efterfølgende spillet over 220 og 180 gange.
"Summertime" blev efterfølgende nomineret til P3 Guld Lytterhittet 2010.
Bassisten Torleik Mortensen nåede aldrig at blive en rigtig del af bandet efter udgivelsen af debutalbummet. Da Black City havde afholdt deres release-koncert på Vega i København, i forbindelse med udgivelsen af Black City, forlod Mortensen bandet. Han blev erstattet af Mixen Lindberg, som også var med på den store turné i Skandinavien, hvor Black City spillede mange koncerter i Danmark, Sverige, Norge og Finland i løbet af 2010. Blandt andet spillede de 5. juni 2010 som opvarmningsband for det australske rockband AC/DC, da disse spillede en udsolgt koncert på Casa Arena i Horsens, i forbindelse med deres Black Ice verdensturné. I slutningen af august samme år, var Black City igen opvarmning forud for et verdensnavns koncert i Danmark. Denne gang gik turen til Herning, hvor de spillede før britiske Ozzy Osbourne gik på scenen.
Efter koncerterne i 2010 skiftede Black City igen bassist. Denne gang kom Anders Borre Mathiesen med i bandet.
Da Black City i januar 2011 tog på Danmarks-turné, havde de selv opvarmningsbands med. Disse blev fundet via Live Nation og Royal Unibrews kampagne Tak Rock!. Samme år spillede Black City på de fleste af landets store festivaler, hvor de lukkede sæsonen med en koncert på Smukfest i Skanderborg.
I 2012 tog bandet på en mindre turné i de nordiske lande, hvor de spillede på flere festivaler.

### Fire(2013-2014)
I efteråret 2012 gik Black City i gang med at indspille et nyt album. Dette skete efter at de havde skiftet pladeselskab fra Universal Music til Mermaid Records / Sony Music, ligesom et nyt management agentur var kommet med. I Grapehouse Studios på Gammel Kongevej i København blev 11 numre indspillet i samarbejde med den kendte rockproducer Nick Foss. Bandet betegnede dette som deres første egentlige album, eftersom hele processen med debutalbummet var meget hektisk, på grund af det blevet skrevet imens nummeret "Summertime" allerede var blevet et stort hit.

Den 25. februar 2013 udkom så albummet med titlen Fire, ligesom første-singlen "Here Comes The Rain" blev udgivet. Albummet fik flere gode anmeldelser og blev generelt godt modtaget af de danske musikkritikere. Rockmagasinet Rockfreaks gav syv ud af ti stjerner, og skrev blandt andet: 
| Citat | “Fire” is a hard rocking record without any bullshit, associating to driving down Californian highway 360 on a hot summer day in your Mustang Convertible. | Citat |
|       | |       |

Morten Nissen fra Lydtapet gav tre ud af seks stjerner, og mente at: "...Nick Foss’ rutinerede rockøre har været en styrke, men muligvis også en hæmsko for Black City." Derimod var BTs anmelder Steffen Jungersen anderledes begejstret for Nick Foss' produktion, og gav albummet fem ud af seks stjerner og skrev: 
| Citat | Attituden er på plads, spillet er på plads, Nick Foss’ produktion er glimrende, kærligheden til musikken er på plads, og – vigtigst – sangene holder stort set hele vejen. | Citat |
|       | |       |

Gaffas Michael Jose Gonzalez gav også Fire fem ud af seks stjerner, med følgende ordlyd: "Der er ikke så meget pis med Black City. Der er ingen dybe tallekner, der skal genopfindes, det handler derimod at skrue underholdningsværdien i vejret, træde speederen i bund og så ellers levere en gang kvalitetssange".
I december 2013 blev albummet nomineret som "Årets Danske Hard Rock-udgivelse" ved GAFFA-Prisen, sammen med Volbeat og Pretty Maids nye udgivelser fra det år.
Black City meddelte i oktober 2014 at de gik i opløsning, og sluttede med en afskedskoncert den 11. oktober i København.

## Medlemmer
- Anders Borre (bas)
- Kristian Klærke (guitar)
- Jakob Hanson (trommer)
- Bjørn Poulsen (vokal og guitar)

## Diskografi

### Albummer
| 2010 | Black City | 36 |  |
| 2013 | Fire       | —  |  |
| "—" marker en udgivelse der ikke opnåede en hitlisteplacering eller ikke er udgivet i det pågældende territorium. |            |    |  |

### Singler
| År | Titel                 | Højeste placering | Certificering | Album      |
| År | Titel                 | Danmark           | Certificering | Album      |
| --- | --------------------- | ----------------- | ------------- | ---------- |
| 2010 | Summertime            | —                 |               | Black City |
| 2010 | Every Night           | —                 |               | Black City |
| 2010 | The One You Sacrifice | —                 |               | Black City |
| 2013 | Here Comes The Rain   | —                 |               | Fire       |
| 2013 | Fire                  | —                 |               | Fire       |
| "—" marker en udgivelse der ikke opnåede en hitlisteplacering eller ikke er udgivet i det pågældende territorium. |                       |                   |               |            |